# Fouad Mebazaa

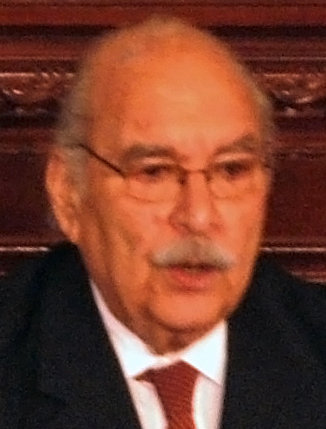
Fouad Mebazaa (2011)

Fouad Mebazaa (arabisch فؤاد المبزع, DMG Fuʾād al-Mubazzaʿ; * 15. Juni 1933 in Tunis; † 23. April 2025) war ein tunesischer Politiker. Er war von 2009 bis zum Sturz von Zine el-Abidine Ben Ali Präsident des tunesischen Abgeordnetenhauses und vom 15. Januar 2011 bis zum 12. Dezember 2011 kommissarisches Staatsoberhaupt Tunesiens.

## Jugend, Ausbildung und Familie
Nach dem Besuch des Gymnasiums in Tunis studierte Mebazaa in Paris Rechts- und Politikwissenschaften. Er hatte ein Universitätsdiplom als Lizenz für Recht und Wirtschaftswissenschaft. Danach war er in der Privatwirtschaft und im Büro der Nationalen Sicherheit tätig, welches er zwischen 1965 und 1967 leitete.

## Partei
1954 war er Mitglied der Cellule Neo-Destour der Region Aix-Marseille (Frankreich), 1955 Generalsekretär dieser Partei in La Marsa. 1956 war er Präsident der Cellule constitutionnelle in Montpellier, 1964 Mitglied des Zentralkomitees der Parti Socialiste Démocrate (PSD) und von 1974 bis 1981 Mitglied des Politbüros dieser Partei. 1988 war er gewähltes Mitglied des Zentralkomitees der Konstitutionellen Demokratischen Sammlung (RCD), 1993 wiedergewählt. 1997 wurde er Mitglied des Politbüros der RCD.

## Öffentliche Ämter
Mebazaa war seit 1964 Abgeordneter im tunesischen Parlament. 2009 wurde er zum Präsidenten der Abgeordnetenkammer des Zweikammerparlaments gewählt.
Im Jahr 1969 wurde Mebazaa zum Bürgermeister von Tunis gewählt, ein Amt, das er bis 1973 bekleidete.
Am 30. November 1973 wurde er als Minister für Sport und Jugend im Kabinett von Präsident Habib Bourguiba vereidigt. Nach fünf Jahren, am 13. September 1978, übernahm er als Minister die Leitung des Gesundheitsministeriums. Nach knapp über einem Jahr, am 7. November 1979, wurde er Kultur- und Informationsminister. Er blieb es zwei Jahre, bis zum 2. Januar 1981.
In der Zeit zwischen 1981 und 1986 fungierte Mebazaa als Botschafter Tunesiens bei den Vereinten Nationen in Genf. Von 1986 bis 1987 war er zudem Botschafter seines Landes in Marokko. Zuletzt übernahm er zwischen dem 27. Oktober und dem 7. November 1987 erneut für kurze Zeit das tunesische Sportministerium.
Von 1975 bis 1980 war er Bürgermeister von La Marsa. 1995 wurde Mebazaa zum Bürgermeister von Karthago gewählt, ein Amt, das er bis 1998 bekleidete.

## Staatspräsident
Artikel 57 der tunesischen Verfassung sieht vor, dass der Präsident des tunesischen Parlaments bei dauerhafter Abwesenheit des Präsidenten dessen Amt übernimmt. Nach den Unruhen in Tunesien im Januar 2011 und dem Rücktritt von Präsident Zine el-Abidine Ben Ali wurde Fouad Mebazaa am 15. Januar 2011 auf Beschluss des Verfassungsgerichts als Präsident Tunesiens vereidigt. Zuvor hatte Mohamed Ghannouchi die Amtsgeschäfte kurzzeitig übernommen. Mebazaa hat als Interimspräsident die Neuwahlen vorbereitet.

## Tod
Mebazaa starb am 23. April 2025 im Alter von 91 Jahren.